# Old Somerby
Old Somerby är en ort och civil parish i Storbritannien.   Den ligger i grevskapet Lincolnshire och riksdelen England, i den sydöstra delen av landet, 160 km norr om huvudstaden London. Old Somerby ligger 116 meter över havet och antalet invånare är 242.
Terrängen runt Old Somerby är huvudsakligen platt. Old Somerby ligger uppe på en höjd. Runt Old Somerby är det ganska tätbefolkat, med 139 invånare per kvadratkilometer. Närmaste större samhälle är Grantham, 5,3 km väster om Old Somerby. Trakten runt Old Somerby består till största delen av jordbruksmark.